# Сомалилендская кампания
Сомалилендская кампания 1920 года была последней кампанией Британской империи, целью которой было подавление восстания Государства дервишей в Британском Сомали, которое возглавлял мулла Саид Мохаммед Абдилле Хасан, которого также называли Безумным Муллой. Кампания продлилась всего 23 дня и закончилась падением дервишей.
Особенность этой кампании была в том, что в ней была показана большая эффективность недавно созданных Королевских ВВС Великобритании.

## Предыстория
Борьба между Государством дервишей и колониальной администрацией Британии велась с самого конца XIX века, всё это время Королевским войскам не удавалось подавить восстание. Во время Первой мировой войны внимание Британии было отвлечено от Сомалиленда, а Центральные державы поставками поддерживали Хасана. в результате этого деятельность повстанцев Хасана достигла большого размаха.

## Подготовка

### Разработка планов
В 1920 году министерство по делам колоний решило покончить с дервишами. Начальник имперского генерального штаба оценил, что для этого потребуются полномасштабные экспедиционные силы, включающие 2 или 3 дивизии войск. Однако тогдашний военачальник Хью Монтегю Тренчард предложил выполнить задачу, используя только одну эскадрилью самолётов de Havilland DH9 при поддержке местного полка жандармерии, Верблюжьего корпуса Сомалиленда и батальона Королевских африканских стрелков.
Предложение Тренчарда было принято, и в Сомалиленд на корабле Ark Royal была отправлена эскадрилья из 12 самолетов, известная как «отряд Z». Капитаном группы стал Роберт Гордон, начальником штаба и командиром звена отряда стал Фредерик Боухилл.
План ВВС был прост: бомбить форты дервишей и их отряды, где бы они не находились, направляя их к наземным войскам.

### Подготовка непосредственно к боевым действиям
В ноябре 1919 Гордон, его аэродромный инженер и офицер по снабжению прибыли в город Бербера в качестве передового отряда. Чтобы сохранить планы в секрете, они сняли знаки различия Королевских ВВС и прибыли как передовой отряд нефтедобывающей компании.
Далее было решено подготовить аэродромы, откуда Королевские ВВС будут совершать свои вылеты. Сперва аэродром начали строить в Бербере, который был закончен к 1 января 1920 года, затем — в Буръо. В течение декабря в Буръо были доставлены более 20 тонн припасов и 2000 верблюдов.
30 декабря «отряд Z» Королевским флотом прибыл в Берберу. В этот же день колониальный губернатор Британского Сомалиленда Джеффри Фрэнсис Арчер отправил дервишам листовку с предложением о предоставлении им безопасности в случае если те сдадутся. Для них также было определено вознаграждение: 5000 пиастров за пленение муллы, от 500 до 1100 пиастров за его братьев и от 250 до 500 пиастров за его сыновей и некоторых из лидеров дервишей.

## Ход кампании
21 января «отряд Z» был готов к выполнению первого этапа: обнаружению и бомбардировке фортов. Первый налёт, совершённый шестью самолётами, чуть было не убил муллу из-за сброшенной с самолёта бомбы, однако его спас случайно подброшенный верблюд. Его сестра и другой мужчина были убиты.
Многие бойцы дервишей до этого никогда не видели самолётов, а потому налёты приводили их в ужас и обращали в бегство. После четырёх дней бомбардировок, в результате которых погибла большая часть верблюдов и крупного рогатого скота, было решено приступить ко второму этапу — совместной операции с полевыми силами, в основном вместе с сомалилендским верблюжьим корпусом. Полевые силы Британии были расположены так, чтобы блокировать отступление войск Хасана. Королевские ВВС начали выполнять вспомогательную роль, поддерживая связь между наземными войсками, обеспечивая прикрытие с воздуха и эвакуируя раненых.
27 января верблюжий корпус находился возле форта Джид Али, но после бомбардировки ВВС крепость пала без потерь с британской стороны. Хасан бежал на восток, как тогда предполагалось — в Талех, столицу Государства дервишей. 29 числа ВВС обнаружили Талех: никаких признаков передвижения войск не было, однако аэрофотоснимки, сделанные 1 февраля, выявили огромный комплекс фортов. Главный форт был размером примерно 90×180 метров, имел 12 башей высотой более 10 метров, зернохранилища для каждой из них и помещения для более чем 5000 солдат с верблюдами.
Было решено сделать новый аэродром в Гаоло, что заняло бы 3 недели, однако после бомбардировки Талеха 3 числа в этом не было нужды. Тогда на форты было сброшено 112 бомб, деревню бомбили зажигательными бомбами, а скот и верблюдов обстреливали из пулемётов.
5—6 февраля британский капитан возглавил отряд племени из Гаоло и напал на караван снабжения муллы, захватив более 1400 верблюдов. В то же время верблюжий корпус двинулся на Талех, который они достигли 9 февраля. Мулла и его 70 людей бежали. Когда верблюжий корпус настиг их, мулла и 2 или 3 его мужчины оторвались, остальная часть каравана была окружена, все они были захвачены или убиты. 6 сыновей Хасана были убиты здесь, в плен попали другие 6 сыновей, 4 жены, 4 дочери и 2 сестры.

## Окончание

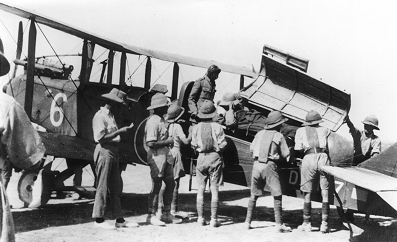
Один из самолётов «отряда Z» используется в качестве воздушной скорой помощи

Кампания стала большим успехом для британцев. Общие их потери составили всего 2 человека убитыми и 4 ранеными. Мулла бежал без имущества.
Вся кампания стоила не более 300 000 фунтов стерлингов. Было подсчитано, что выполнение плана, предложенного начальником имперского генерального штаба, заняло бы 12 месяцев, пришлось бы задействовать на 2 дивизии больше, а растраты на строительство железных и автомобильных дорог и гарнизонных баз исчислялись бы миллионами фунтов стерлингов.
Впоследствии эта кампания была названа «самой дешёвой войной в истории». Королевские ВВС показали свою способность проводить эффективные боевые действия при поддержке небольшого количества наземных войск при относительно маленьких затратах.